# Stictoptera timesia
Stictoptera timesia là một loài bướm đêm trong họ Noctuidae.